# Khuhra
Khuhra (en ourdou : کھوڑا) est une ville pakistanaise située dans le district de Khairpur, dans le nord de la province du Sind. C'est la treizième plus grande ville du district. Elle est située à moins de cinquante kilomètres au sud-est de Larkana.
La population de la ville a été multipliée par plus de trois entre 1972 et 2017, passant de 7 348 habitants à 24 246. Entre 1998 et 2017, la croissance annuelle moyenne s'affiche à 3,5 %, bien supérieure à la moyenne nationale de 2,4 %.
|            | 1972 (rec.) | 1981 (rec.) | 1998 (rec.) | 2017 (rec.) |
| ---------- | ----------- | ----------- | ----------- | ----------- |
| Population | 7 348       | 9 730       | 12 571      | 24 246      |